# Mount Avers
Mount Avers ist ein 939 m hoher Berg in den Ford Ranges im westantarktischen Marie-Byrd-Land, der rund drei Kilometer nördlich des Mount Ferranto in den Fosdick Mountains aufragt. 
Entdeckt wurde er während der ersten Antarktisexpedition (1928–1930) unter der Leitung des US-amerikanischen Polarforschers Richard Evelyn Byrd. Benannt ist der Berg nach Henry G. Avers (1886–1947), Chef-Mathematiker des National Geodetic Survey und Mitglied des Komitees der National Geographic Society, das Byrds Überflüge von Nord- (1926) und Südpol (1929) bestätigte.